# Le Touquet Challenger 1981
Il Le Touquet Challenger 1981 è stato un torneo di tennis facente parte della categoria ATP Challenger Series nell'ambito dell'ATP Challenger Series 1981. Il torneo si è giocato a Le Touquet in Francia dal 17 al 23 agosto 1981 su campi in terra rossa.

## Vincitori

### Singolare
Stefan Simonsson ha battuto in finale  Georges Goven con il punteggio di 6–2, 6–1, 7–5

### Doppio
Anders Järryd /  Stefan Simonsson hanno battuto in finale  Miloslav Lacek /  Libor Pimek con il punteggio di 7–5, 7–5